# Kongiganak
Kongiganak (Kangirnaq en Yupik) est une census-designated place d'Alaska aux États-Unis dans la Région de recensement de Bethel dont la population était de 439 habitants en 2010.

## Situation - climat
Elle est située sur la rive ouest de la baie Kuskokwim, à l'ouest de l'embouchure de la rivière Kuskokwim, à 45 km de Tuntutuliak, à 57 km de Eek à 70 km au sud-ouest de Bethel et à 451 km d'Anchorage.
Les températures vont de 5 °C à 14 °C en été et de −14 °C à −4 °C en hiver.

## Histoire et économie
L'endroit a été occupé depuis longtemps par les Yupiks, il est habité de façon permanente depuis la fin des années soixante, essentiellement par les personnes qui vivaient à Kwigillingok et qui cherchaient des terres éloignées des fréquentes inondations.
Les activités actuelles tournent autour de l'école et des quelques commerces locaux.

## Démographie
| 1970 | 1980 | 1990 | 2000 | 2010 | - |
| ---- | ---- | ---- | ---- | ---- | - |
| 190  | 239  | 294  | 359  | 439  | - |

## Sources
- (en) CIS

- (en) Cet article est partiellement ou en totalité issu de l’article de Wikipédia en anglais intitulé « Kongiganak, Alaska » (voir la liste des auteurs).